# Traian Borneaș
Traian Borneaș  (n.  1 ianuarie, 1884, Nădlac, jud. Arad  - d. 8 octombrie, 1937, Chișineu-Criș, Regatul României) a fost un deputat în Marea Adunare Națională de la Alba Iulia, organismul legislativ reprezentativ al „tuturor românilor din Transilvania, Banat și Țara Ungurească”, cel care a adoptat hotărârea privind Unirea Transilvaniei cu România, la 1 decembrie 1918.

## Biografie
A fost inginer feroviar absolvind Politehnica din Budapesta. La izbucnirea Primului Război Mondial a fost înrolat în armata austro-ungară, luptând pe frontul din Iugoslavia. După 1918 a fost inspector general în cadrul regionalei C.F.R Cluj, iar ulterior a lucrat în serviciul tehnic al municipiului Arad. A decedat la 8 octombrie 1937 la Chișineu-Criș.